# Raúl Leguizamón

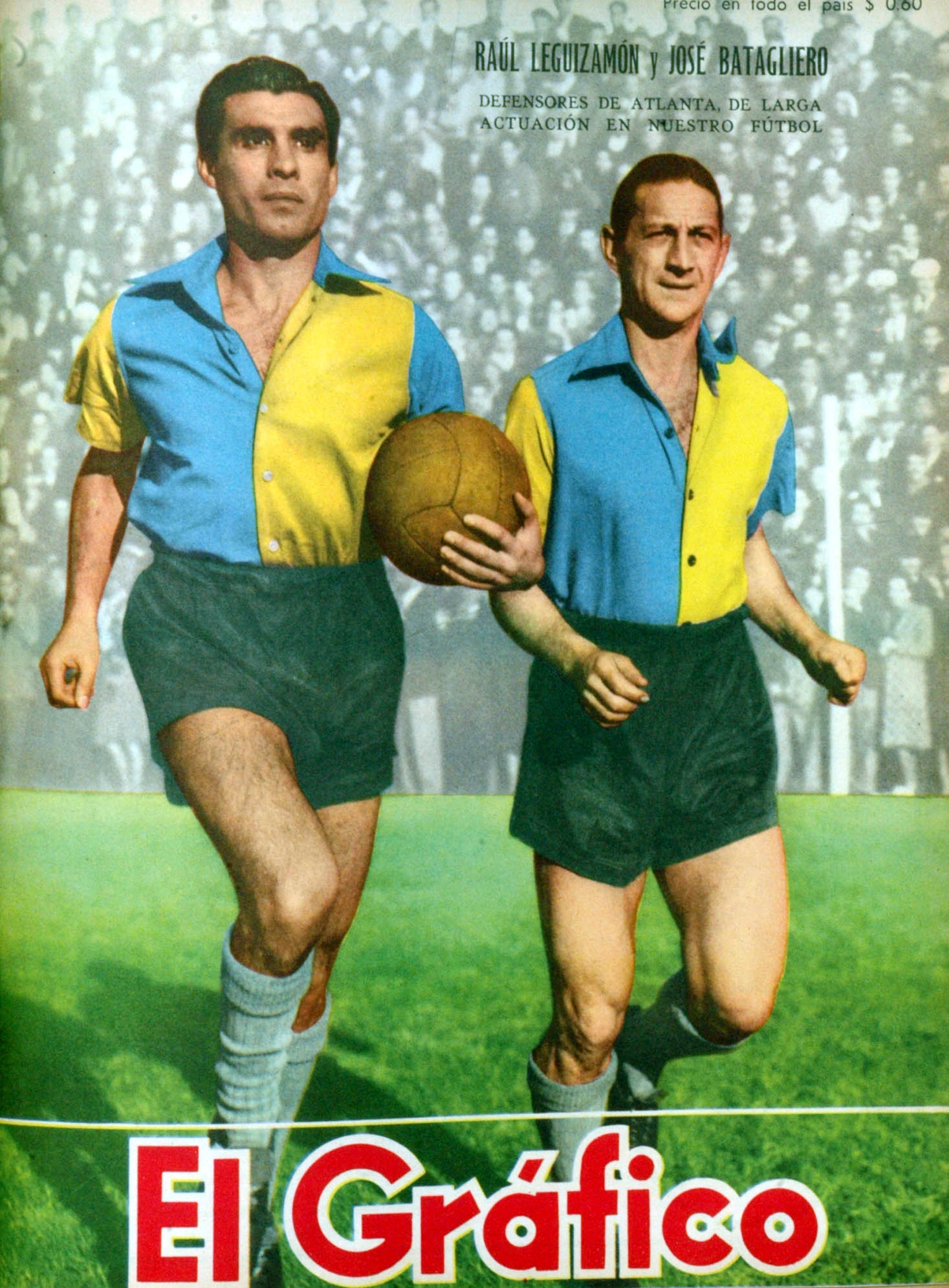
Leguizamón (links) im Dress des Club Atlanta, 1950

Raúl Osvaldo Leguizamón (* nach 1900; † 1. Juli 1990), auch bekannt unter dem Spitznamen Tango, war ein argentinischer Fußballspieler auf der Position eines Verteidigers, der nach seiner aktiven Laufbahn als Fußballtrainer tätig war.

## Laufbahn
Von 1938 bis 1948 stand Leguizamón beim CA Independiente unter Vertrag, mit dem er dreimal (1938, 1939 und 1948) die argentinische Fußballmeisterschaft gewann. Anschließend wechselte er zum Club Atlético Atlanta, bei dem er mindestens bis 1950 unter Vertrag stand. Für die nächsten Jahre liegen keine gesicherten Erkenntnisse zu seiner Vereinszugehörigkeit vor, doch spätestens Mitte der 1950er Jahre wechselte Leguizamón nach Mexiko, wo er in der Saison 1954/55 für den kurz zuvor in die zweite Liga abgestiegenen Traditionsverein Atlas Guadalajara spielte. Mit den Zorros gelang ihm auf Anhieb der Gewinn der Zweitligameisterschaft und der damit verbundene unmittelbare Wiederaufstieg in die höchste mexikanische Spielklasse. In der darauffolgenden Erstliga-Saison 1955/56 war er für Atlas erstmals als Trainer (Spielertrainer?) verantwortlich und wechselte zur Saison 1956/57 als Spieler zum Club América. In dessen Reihen beendete er seine aktive Laufbahn schon bald und übernahm das Amt des Cheftrainers beim in die zweite Liga abgestiegenen Club Deportivo Zamora, mit dem ihm der unmittelbare Wiederaufstieg gelang.
Zwischen 1940 und 1943 kam Leguizamón dreimal für die Argentinische Fußballnationalmannschaft zum Einsatz.

## Erfolge

### Als Spieler
- Argentinischer Meister: 1938, 1939, 1948
- Mexikanischer Zweitligameister: 1955

### Als Trainer
- Mexikanischer Zweitligameister: 1957